# Serguei Tanéiev
Serguei Tanéiev (rus: Сергей Иванович Танеев)  (Vladímir, 13 de novembre de 1856 (Julià) - Dyudkovo, 6 de juny de 1915 (Julià)), nom complet amb patronímic Serguei Ivànovitx Tanéiev, rus: Серге́й Ива́нович Тане́ев, AFI [sʲɪˈrɡej ɪˈvanəvʲɪtɕ tɐˈnʲejɪf], fou un compositor, pianista, professor de composició, teòric musical i autor rus.

## Biografia
Tanéiev va néixer a Vladímir, gubèrnia de Vladimir, Imperi Rus, en una família culta i literària de la noblesa russa. Un cosí llunyà, Aleksandr Tanéiev, (1850-1918), també era compositor, la filla del qual, Anna Vírubova, va tenir una gran influència a la cort. Aleksandr es va sentir atret de prop per l'escola nacionalista de música exemplificada pel Grup dels Cinc, mentre que Serguei gravitaria cap a una visió més cosmopolita, igual que Txaikovski.
Des dels cinc anys va estudiar piano. Després de traslladar-se a Moscou el 1866, ingressà com a oient al recentment inaugurat conservatori d'aquesta ciutat; va estudiar als graus inferiors amb E. L. Langer (piano, teoria musical elemental i solfeig). El 1869 esdevingué estudiant titular i continuà els seus estudis a la classe de piano de Nikolai Rubinstein, harmonia, instrumentació i composició lliure de P. I. Txaikovski, contrapunt, fuga i forma musical de N. A. Hubert. Va ser un dels estudiants favorits de P.I. Txaikovski. El 1875 es va graduar al Conservatori de Moscou a la classe de N. G. Rubinstein (piano) i P. I. Txaikovski (composició) amb una medalla d'or.
Aquell estiu va viatjar a l'estranger amb Rubinstein.Aquell any també va debutar com a concertista de piano a Moscou tocant el Primer Concert per a piano de Brahms,i es va fer conegut per les seves interpretacions de Bach, Mozart i Beethoven. El març de 1876 va fer una gira a Rússia amb el violinista Leopold Auer.
Tanéiev també va ser el solista de l'estrena a Moscou del Primer Concert per a piano de Txaikovski el desembre de 1875. Fou triat després que Gustav Kross hagués ofert una actuació terrible a l'estrena russa del concert a Sant Petersburg tres setmanes abans. El director d'orquestra en aquesta darrera ocasió no era altre que Nikolai Rubinstein, que havia criticat l'obra menys d'un any abans (5 de gener), però que ja havia arribat a apreciar-ne els mèrits. Txaikovski estava clarament molt més impressionat per l'actuació de Tanéiev; més tard va demanar a Tanéiev que fos solista en l'estrena russa del seu Segon Concert per a piano i del seu Trio per a piano en la menor. Després de la mort de Txaikovski, Tanéiev va editar esbossos de Txaikovski que va completar amb un Andante i un Finale. El resultat final es va estrenar com a Tercer Concert per a piano de Txaikovski.
Taneyev va assistir a la Universitat de Moscou durant un curt període i va conèixer escriptors russos destacats, com Ivan Turguénev i Mikhaïl Saltikov-Sxedrín. Durant els seus viatges per Europa occidental el 1876 i el 1877, va conèixer Émile Zola, Gustave Flaubert, César Franck, i Camille Saint-Saëns, entre d'altres.
Quan Txaikovski va renunciar al Conservatori de Moscou el 1878, Tanéiev va ser nomenat per ensenyar-hi harmonia. Més tard també ensenyaria piano i composició. Va exercir com a director de 1885 a 1889, i va continuar ensenyant-hi fins al 1905.Entre els seus alumnes hi havia Zakaria Paliaixvili,Leonid Nikolàiev,Anatoli Aleksàndrov,Reinhold Glière, Serguei Rakhmàninov, Iuli Énguel, Serguei Vassilenko,Aleksandr Skriabin, Konstantín Saradíev, Leonid Sabanéiev), Aleksandr Goldenvéizer, Tadeusz Jarecki,Aleksandr Kastalski,Nikolai Orlov,Peter van Anrooy, Jacob Weinberg, Paul Juon, Iuli Koniús i Nikolai Médtner. Els enllaços polifònics de la música de Rakhmàninov i Médtner provenen directament de l'ensenyament de Tanéiev. Skriabin, en canvi, es va separar de la influència de Tanéiev.
Tanéiev també va ser un estudiós d'erudició notable. A més de música, va estudiar —per relaxar-se— ciències naturals i socials, història, matemàtiques, a més de les filosofies de Plató i Spinoza.
Durant els estius de 1895 i 1896, Tanéiev es va allotjar a Iàsnaia Poliana, la casa de Lev Tolstoi i la seva dona Sofia. Això va portar al fet que Tolstoi comencés a estar gelós de la seva dona pel jove compositor, fins i tot coneixent l'homosexualitat de Tanéiev. A finals de la dècada del 1890, la gelosia de Tolstoi sobre la relació entre Sofia Andréievna i Tanéiev va provocar una altra discòrdia entre els cònjuges. El 1897, a causa del seu desig d'anar a un assaig amb Tanéiev, Tolstoi en una carta va oferir a la seva dona cinc opcions per resoldre la situació, una de les quals era el divorci.
L'any 1905, la revolució i els seus conseqüents efectes sobre el Conservatori de Moscou van fer que Tanéiev deixés la seva feina allà. Va reprendre la seva carrera com a concertista de piano, com a solista i també com a músic de cambra. També va poder dedicar-se a la composició amb més intensitat, i completà obres de cambra amb una part de piano que podia tocar en concerts, així com alguns cors i un nombre important de cançons. La seva darrera obra acabada va ser la cantata Després de la lectura d'un psalm, acabada a principis de 1915.

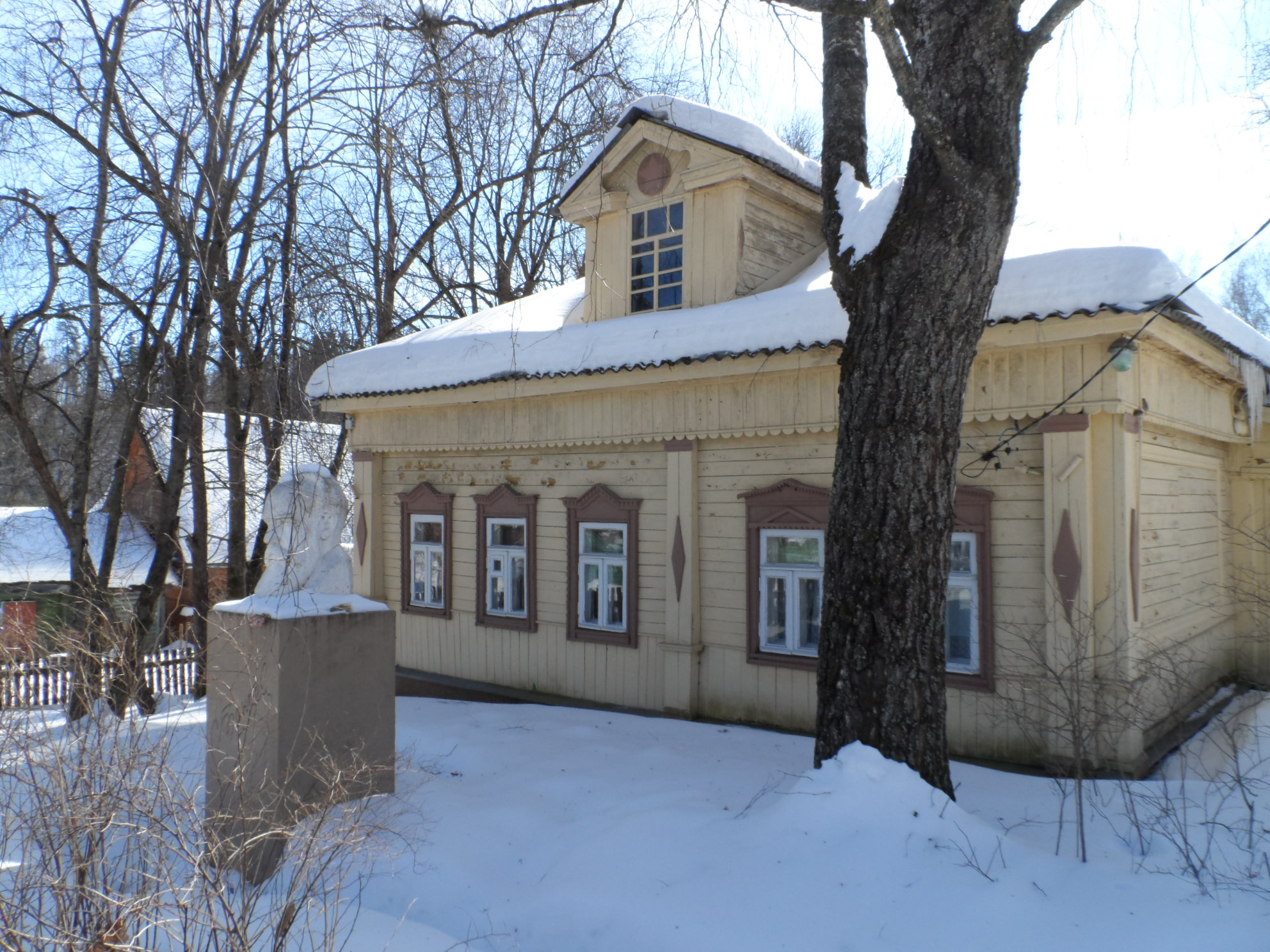
Museu del compositor S. I. Tanéiev al poble de Diutkovo

Al funeral d'A. N. Scriabin, que va morir el 27 d'abril [C.J. 14 d'abril] de 1915, Tanéiev hi va assistir amb un refredat però aquest se li va complicar i es va convertir en pneumònia. Dos mesos després, mentre encara es refeia de la malaltia, va morir d'un atac de cor al poble de Diutkovo, prop de Zvenígorod, on des del 1908 anualment passava els mesos d'estiu.
A Diudkovo hi ha un museu dedicat a Tanéiev. També hi ha una secció dedicada a Tanéiev al Museu Txaikovski de Klin.

## Activitat científica i pedagògica

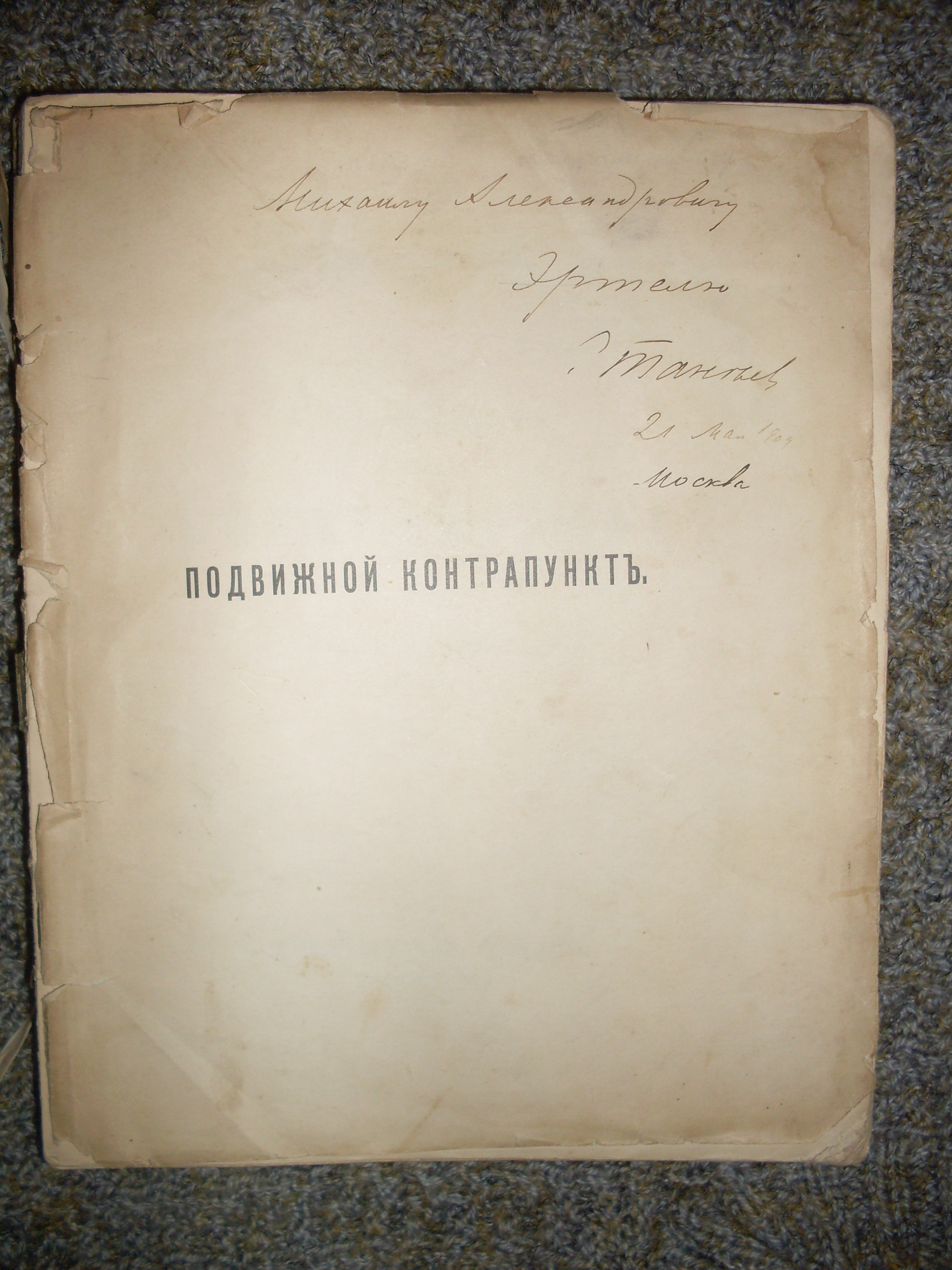
Llibre de S. I. Tanéiev Contrapunt mòbil dedicatòria de l'autor a M.A. Ertel (1909)

Tanéiev es va convertir en un musicòleg a escala europea únic a Rússia, les obres del qual no han perdut la seva rellevància fins als nostres dies. Posseeix una sèrie d'estudis científics en el camp del folklore (per exemple, "Sobre la música dels tàtars de muntanya") estudis de fonts (per exemple, el treball sobre els manuscrits estudiantils de Mozart, publicat pel Mozarteum), la polifonia (per exemple, "Contrapunt mòbil d'escriptura estricta", rus: Подвижной контрапункт строгого письма 1889-1906, i la seva continuació "L'ensenyament del cànon", rus: Учение о каноне inals de la dècada de 1890 - 1915), etc. Els treballs sobre polifonia són interessants perquè el seu autor va ser el primer a proposar una fórmula matemàtica senzilla (Index verticalis) per a la composició de contrapunts complexos. No és casualitat que Tanéiev prengui les paraules de Leonardo da Vinci com a epígraf del llibre "Contrapunt mòbil d'escriptura estricta", que corresponia a moltes de les aspiracions de Tanéiev com a científic:
| « | Cap investigació humana pot ser anomenada veritable ciència si no passa per demostracions matemàtiques | » |

A més, en el prefaci del mateix llibre, l'autor ofereix una comprensió dels processos que tenen lloc en la música contemporània. En particular, prediu el desenvolupament posterior del llenguatge musical en la direcció d'enfortir les connexions polifòniques i debilitar les funcionals-harmòniques.
Com a professor, Tanéiev va intentar millorar l'educació musical professional a Rússia, va tenir cura de l'alt nivell de formació musical i teòrica dels estudiants del conservatori de totes les especialitats. Va ser ell qui va crear les bases per a una formació musical i teòrica seriosa de totes les professions escèniques. Tanéiev va ser el primer a proposar millorar l'educació musical professional contemporània, dividint-la en dos nivells, corresponents a l'ensenyament secundari especialitzat (escola) i superior (conservatori). Tanéiev va portar a un alt nivell l'ensenyament en les classes de contrapunt, cànon i fuga, l'anàlisi de les formes de les obres musicals. Va crear una escola de composició, va formar molts musicòlegs, directors d'orquestra i pianistes (continuant les tradicions del piano de Nikolai Rubinstein).
El 1910-1911, S. I. Tanéiev, juntament amb A. V. Ossovski, va donar suport al jove compositor Serguei Prokófiev i va escriure una carta a l'editor B. P. Iurguenson amb la sol·licitud de publicar les seves obres. No obstant això, només després d'una carta convincent d'Ossovski, Iurguenson va acceptar.
Va ser un dels primers esperantistes de Rússia; va escriure diverses romances en esperanto, i al principi fins i tot va escriure el seu propi diari en esperanto.

## Creativitat
Fervent seguidor dels clàssics (les tradicions de M. I. Glinka, P. I. Txaikovski, així com J. S. Bach i L. Beethoven es troben a la seva música), Tanéiev va anticipar moltes tendències en l'art musical del segle xx. La seva obra està marcada per la profunditat i la noblesa de les idees, l'alta ètica i l'orientació filosòfica, la moderació de l'expressió, el domini del desenvolupament temàtic i polifònic. En els seus escrits, Tanéiev gravitava cap a qüestions morals i filosòfiques. Per exemple, la seva única òpera: Oresteia (1894, basada en l'Orestíada d'Èsquil) és un exemple de la implementació de la trama antiga a la música russa. Les seves obres instrumentals de cambra (trios, quartets, quintets) es troben entre els millors exemples d'aquest gènere a la música russa. És també un dels creadors de la cantata lírico-filosòfica de la música russa (Joan Damascè, Després de la lectura del psalm). Va reviure un gènere popular a la música russa dels segles XVII-XVIII: els cors a cappella (autor de més de 40 cors). En la música instrumental, va donar una importància particular a la unitat entonacional del cicle, el monotematisme (4a simfonia, conjunts instrumentals de cambra). També va escriure romances.

## Obres
Entre les seves obres musicals destaquen:
- 4 Simfonies (1874-1898),
- Suite de concert (1909), per a violí i orquestra,
- 9 quartets (1880-1905)
- 2 quintets de corda 1901-1904),
- Trios, peces per a piano, cançons, obres corals,
- Joan Damascè: cantata, (1873-1884)
- Després de la lectura d'un psalm (1915)
- Oresteia: Tragèdia lírica, (1887-1894)